# Linolite
 (février 2016).
Si vous disposez d'ouvrages ou d'articles de référence ou si vous connaissez des sites web de qualité traitant du thème abordé ici, merci de compléter l'article en donnant les références utiles à sa vérifiabilité et en les liant à la section « Notes et références ».

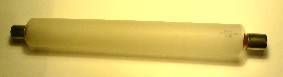
Une linolite

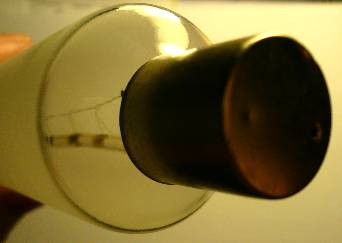
Le filament d'une linolite visible par transparence.

Une linolite est une lampe à incandescence de forme allongée, utilisée en général dans les appliques de salle de bain. 
Cette forme allongée fait souvent confondre les linolites avec des tubes fluorescents (eux-mêmes appelés abusivement tubes au néon ou simplement néons). 

## Différences entre linolite et tube fluorescent
| - Un culot de type G5 d'un tube fluorescent (16 mm de diamètre) - Un culot de linolite de type S15 (21 mm de diamètre) |

Les deux types de lampe utilisent une technologie différente : alors qu'un tube fluorescent est une lampe à décharge basse pression, basse consommation, une linolite est une lampe à incandescence, donc une lampe de plus forte consommation (5 à 6 fois plus qu'un tube fluorescent). Typiquement, un tube fluorescent de 650 lumens (qui mesure environ 30 cm) consomme environ 8 W, alors qu'une linolite de même luminance consomme 40 W.
Une manière de distinguer les deux types de lampes est de comparer leurs culots à chaque extrémité : les culots d'un tube fluorescent sont en général munis de deux broches de type G, tandis que les culots d'une linolite sont constitués d'une seule broche cylindrique assez volumineuse type S; une autre consiste à repérer par transparence près des culots la présence ou non du filament nécessaire à l'incandescence.

## Disparition des linolites en Europe
Dans le cadre de la directive européenne EuP (Energy using Products) 2005/32/CE, qui fixe les exigences en matière d’éco-conception applicable aux produits consommateurs d’énergie, les fabricants de lampes ne peuvent plus produire ou importer en Europe de tubes linolites incandescents S14, S15 et S19 depuis le 1er septembre 2013. Ceci vise à réduire sensiblement les émissions de CO2 par la promotion d’un éclairage plus efficace.
Il est à noter cependant que des linolites fluocompactes (13 W) à ballast électronique incorporé sont maintenant[Depuis quand ?] commercialisées avec le même culot pour remplacer les linolites. Seule la puissance consommée (et peut-être le poids) permet de les distinguer. Sont également apparues[Quand ?] des lampes à LED de même culot. Cependant, lors d'acquisition de ce modèle à LED, il convient de s'assurer que l'angle du secteur éclairé (normalement cité dans les caractéristiques) est le plus grand possible pour ne pas pâtir d'un faisceau étriqué. Le secteur non éclairé doit aussi pouvoir être aperçu à travers l'emballage.